# Nikodim van Leningrad

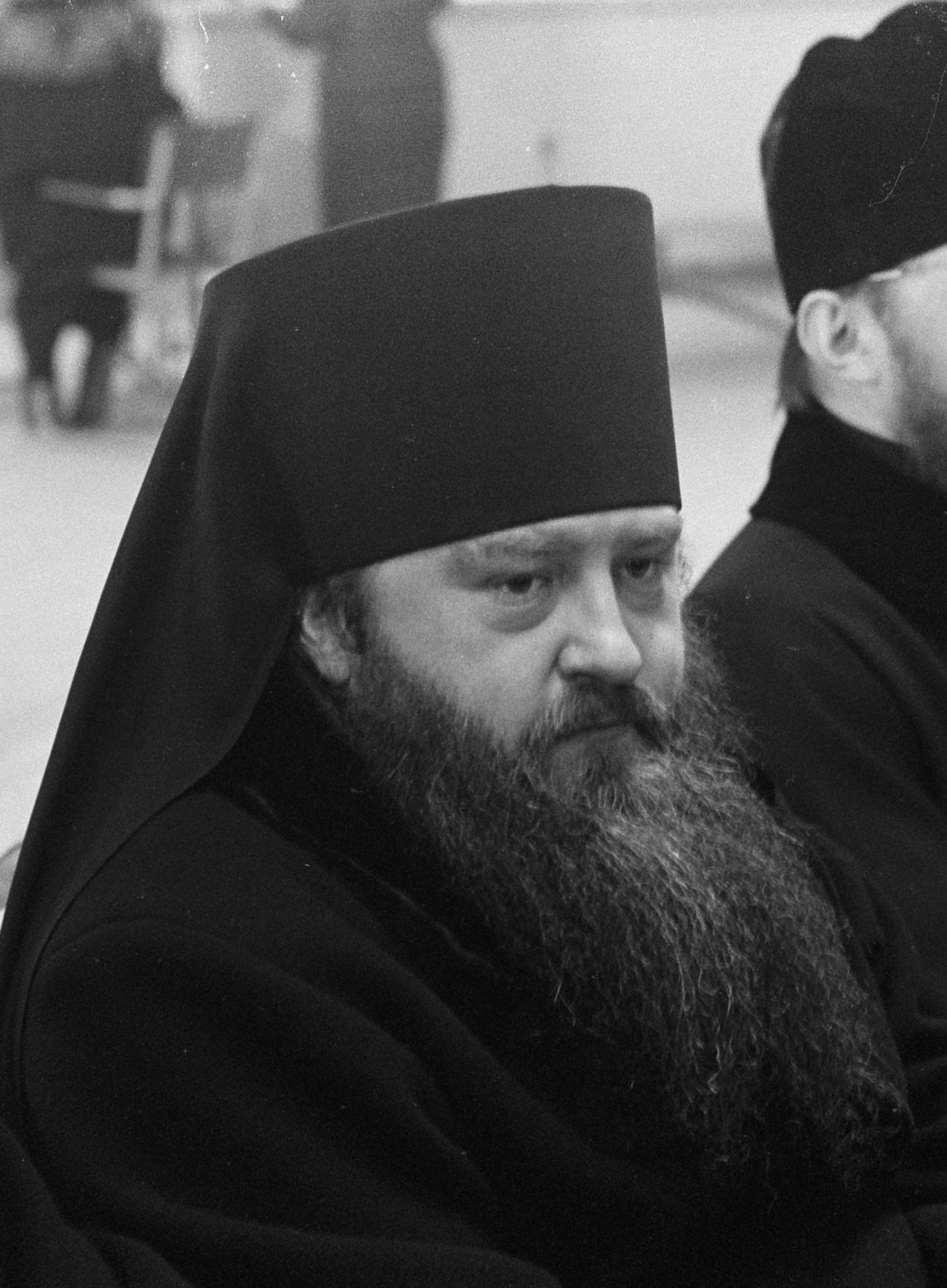
Nikodim in 1963

Metropoliet Nikodim van Leningrad (Russisch: Митрополит Никодим) (Frolovo, Oblast Wolgograd, 15 oktober 1929 – Rome, 5 september 1978) was een geestelijke van de Russisch-Orthodoxe Kerk en de metropoliet van Leningrad van 1964 tot zijn overlijden.
Geboren als Boris Georgievich Rotov (Борис Георгиевич Ротов), nam hij de naam Nikodim aan toen hij in 1947 zijn plechtige kloostergeloften aflegde. In 1961 werd hij benoemd tot aartsbisschop en in 1963 werd hij metropoliet van Minsk, een jaar later gevolgd door zijn benoeming in Leningrad. In 1975 werd hij president van de Wereldraad van Kerken.
Hij overleed in Rome, tijdens een privé-audiëntie bij paus Johannes Paulus I, aan de gevolgen van een hartaanval. De paus knielde nadat de metropoliet was ingestort bij hem neer en gaf hem de absolutie.

## Bron
- Sint Petersburg Encyclopaedia